# Athelia poeltii
Athelia poeltii är en svampart som beskrevs av Jülich 1978. Athelia poeltii ingår i släktet Athelia och familjen Atheliaceae.   Inga underarter finns listade i Catalogue of Life.